# Världscupen i alpin skidåkning 1987/1988
Världscupen i alpin skidåkning 1987/1988 inleddes 26 november 1987 i Sestriere och avslutades 27 mars 1988 i Saalbach-Hinterglemm. Segrare av alpina världscupen blev Pirmin Zurbriggen och Michela Figini.

## Tävlingskalender

### Herrar

#### Störtlopp
| Datum            | Ort                            | Etta                        | Tvåa                          | Trea                        |
| ---------------- | ------------------------------ | --------------------------- | ----------------------------- | --------------------------- |
| 7 december 1987  | Val d’Isère (Frankrike)        | Daniel Mahrer (Schweiz)     | Pirmin Zurbriggen (Schweiz)   | Michael Mair (Italien)      |
| 12 december 1987 | Val Gardena (Italien)          | Rob Boyd (Kanada)           | Pirmin Zurbriggen (Schweiz)   | Brian Stemmle (Kanada)      |
| 9 januari 1988   | Val d’Isère (Frankrike)        | Pirmin Zurbriggen (Schweiz) | Anton Steiner (Österrike)     | Marc Girardelli (Luxemburg) |
| 16 januari 1988  | Bad Kleinkirchheim (Österrike) | Peter Müller (Schweiz)      | Pirmin Zurbriggen (Schweiz)   | Franck Piccard (Frankrike)  |
| 23 januari 1988  | Leukerbad (Schweiz)            | Michael Mair (Italien)      | Giorgio Piantanida (Italien)  | Werner Perathoner (Italien) |
| 24 januari 1988  | Leukerbad (Schweiz)            | Daniel Mahrer (Schweiz)     | Franz Heinzer (Schweiz)       | Igor Cigolla (Italien)      |
| 29 januari 1988  | Schladming (Österrike)         | Pirmin Zurbriggen (Schweiz) | Franz Heinzer (Schweiz)       | Peter Dürr (Västtyskland)   |
| 11 mars 1988     | Beaver Creek (USA)             | Franz Heinzer (Schweiz)     | Christophe Plé (Frankrike)    | Marc Girardelli (Luxemburg) |
| 12 mars 1988     | Beaver Creek (USA)             | Peter Müller (Schweiz)      | Donald Stevens (Kanada)       | Marc Girardelli (Luxemburg) |
| 20 mars 1988     | Åre (Sverige)                  | Karl Alpiger (Schweiz)      | Danilo Sbardellotto (Italien) | Franz Heinzer (Schweiz)     |

#### Super-G
| Datum           | Ort                              | Etta                           | Tvåa                           | Trea                        |
| --------------- | -------------------------------- | ------------------------------ | ------------------------------ | --------------------------- |
| 10 januari 1987 | Val d’Isère (Frankrike)          | Markus Wasmeier (Västtyskland) | Franck Piccard (Frankrike)     | Pirmin Zurbriggen (Schweiz) |
| 25 januari 1987 | Leukerbad (Schweiz)              | Felix Belczyk (Kanada)         | Pirmin Zurbriggen (Schweiz)    | Heinz Holzer (Italien)      |
| 13 mars 1988    | Beaver Creek (USA)               | Franck Piccard (Frankrike)     | Markus Wasmeier (Västtyskland) | Marc Girardelli (Luxemburg) |
| 24 mars 1988    | Saalbach-Hinterglemm (Österrike) | Martin Hangl (Schweiz)         | Hubert Strolz (Österrike)      | Marc Girardelli (Luxemburg) |

#### Storslalom
| Datum            | Ort                              | Etta                        | Tvåa                        | Trea                                        |
| ---------------- | -------------------------------- | --------------------------- | --------------------------- | ------------------------------------------- |
| 29 november 1987 | Sestriere (Italien)              | Alberto Tomba (Italien)     | Ingemar Stenmark (Sverige)  | Joël Gaspoz (Schweiz)                       |
| 13 december 1987 | Alta Badia (Italien)             | Alberto Tomba (Italien)     | Rudolf Nierlich (Österrike) | Joël Gaspoz (Schweiz) Hans Pieren (Schweiz) |
| 19 december 1987 | Kranjska Gora (Jugoslavien)      | Helmut Mayer (Österrike)    | Pirmin Zurbriggen (Schweiz) | Hubert Strolz (Österrike)                   |
| 19 januari 1988  | Saas-Fee (Schweiz)               | Alberto Tomba (Italien)     | Günther Mader (Österrike)   | Helmut Mayer (Österrike)                    |
| 30 januari 1988  | Schladming (Österrike)           | Rudolf Nierlich (Österrike) | Hubert Strolz (Österrike)   | Helmut Mayer (Österrike)                    |
| 25 mars 1988     | Saalbach-Hinterglemm (Österrike) | Martin Hangl (Schweiz)      | Marc Girardelli (Luxemburg) | Pirmin Zurbriggen (Schweiz)                 |

#### Slalom
| Datum            | Ort                              | Etta                          | Tvåa                             | Trea                          |
| ---------------- | -------------------------------- | ----------------------------- | -------------------------------- | ----------------------------- |
| 27 november 1987 | Sestriere (Italien)              | Alberto Tomba (Italien)       | Jonas Nilsson (Sverige)          | Günther Mader (Österrike)     |
| 16 december 1987 | Madonna di Campiglio (Italien)   | Alberto Tomba (Italien)       | Rudolf Nierlich (Österrike)      | Bojan Križaj (Jugoslavien)    |
| 20 december 1987 | Kranjska Gora (Jugoslavien)      | Alberto Tomba (Italien)       | Richard Pramotton (Italien)      | Günther Mader (Österrike)     |
| 12 januari 1988  | Lienz (Österrike)                | Bernhard Gstrein (Österrike)  | Alberto Tomba (Italien)          | Jonas Nilsson (Sverige)       |
| 17 januari 1988  | Bad Kleinkirchheim (Österrike)   | Alberto Tomba (Italien)       | Thomas Stangassinger (Österrike) | Bernhard Gstrein (Österrike)  |
| 19 mars 1988     | Åre (Sverige)                    | Alberto Tomba (Italien)       | Felix McGrath (USA)              | Günther Mader (Österrike)     |
| 22 mars 1988     | Oppdal (Norge)                   | Alberto Tomba (Italien)       | Tetsuya Okabe (Japan)            | Paul Frommelt (Liechtenstein) |
| 26 mars 1988     | Saalbach-Hinterglemm (Österrike) | Paul Frommelt (Liechtenstein) | Armin Bittner (Västtyskland)     | Hubert Strolz (Österrike)     |

#### Alpin kombination
| Datum              | Ort                            | Etta                      | Tvåa                           | Trea                       |
| ------------------ | ------------------------------ | ------------------------- | ------------------------------ | -------------------------- |
| 16-17 januari 1988 | Bad Kleinkirchheim (Österrike) | Hubert Strolz (Österrike) | Markus Wasmeier (Västtyskland) | Franck Piccard (Frankrike) |
| 19-20 mars 1988    | Åre (Sverige)                  | Günther Mader (Österrike) | Pirmin Zurbriggen (Schweiz)    | Hubert Strolz (Österrike)  |

### Damer

#### Störtlopp
| Datum            | Ort                     | Etta                         | Tvåa                               | Trea                                 |
| ---------------- | ----------------------- | ---------------------------- | ---------------------------------- | ------------------------------------ |
| 4 december 1987  | Val d’Isère (Frankrike) | Maria Walliser (Schweiz)     | Michela Figini (Schweiz)           | Zoë Haas (Schweiz)                   |
| 5 december 1987  | Val d’Isère (Frankrike) | Chantal Bournissen (Schweiz) | Marina Kiehl (Västtyskland)        | Ulrike Stanggassinger (Västtyskland) |
| 11 december 1987 | Leukerbad (Schweiz)     | Michela Figini (Schweiz)     | Sigrid Wolf (Österrike)            | Brigitte Oertli (Schweiz)            |
| 14 januari 1988  | Zinal (Schweiz)         | Michela Figini (Schweiz)     | Karen Percy (Kanada)               | Petra Kronberger (Österrike)         |
| 16 januari 1988  | Zinal (Schweiz)         | Maria Walliser (Schweiz)     | Michela Figini (Schweiz)           | Brigitte Oertli (Schweiz)            |
| 23 januari 1988  | Bad Gastein (Österrike) | Beatrice Gafner (Schweiz)    | Brigitte Oertli (Schweiz)          | Veronika Wallinger (Österrike)       |
| 5 mars 1988      | Aspen (USA)             | Brigitte Oertli (Schweiz)    | Regine Mösenlechner (Västtyskland) | Heidi Zeller-Bähler (Schweiz)        |
| 12 mars 1988     | Rossland (Kanada)       | Michela Figini (Schweiz)     | Brigitte Oertli (Schweiz)          | Veronika Wallinger (Österrike)       |

#### Super-G
| Datum            | Ort                 | Etta                     | Tvåa                          | Trea                               |
| ---------------- | ------------------- | ------------------------ | ----------------------------- | ---------------------------------- |
| 28 november 1987 | Sestriere (Italien) | Sigrid Wolf (Österrike)  | Mateja Svet (Jugoslavien)     | Sylvia Eder (Österrike)            |
| 12 december 1987 | Leukerbad (Schweiz) | Michela Figini (Schweiz) | Sylvia Eder (Österrike)       | Regine Mösenlechner (Västtyskland) |
| 9 januari 1988   | Lech (Österrike)    | Zoë Haas (Schweiz)       | Catherine Quittet (Frankrike) | Michela Figini (Schweiz)           |
| 13 mars 1988     | Rossland (Kanada)   | Michela Figini (Schweiz) | Ulrike Maier (Österrike)      | Anita Wachter (Österrike)          |

#### Storslalom
| Datum            | Ort                               | Etta                                | Tvåa                             | Trea                                                       |
| ---------------- | --------------------------------- | ----------------------------------- | -------------------------------- | ---------------------------------------------------------- |
| 20 december 1987 | Piancavallo (Italien)             | Catherine Quittet (Frankrike)       | Vreni Schneider (Schweiz)        | Vreni Schneider (Schweiz)                                  |
| 5 januari 1988   | Tignes (Frankrike)                | Vreni Schneider (Schweiz)           | Catherine Quittet (Frankrike)    | Carole Merle (Frankrike)                                   |
| 6 januari 1988   | Tignes (Frankrike)                | Carole Merle (Frankrike)            | Maria Walliser (Schweiz)         | Blanca Fernández Ochoa (Spanien)                           |
| 30 januari 1988  | Kranjska Gora (Jugoslavien)       | Mateja Svet (Jugoslavien)           | Vreni Schneider (Schweiz)        | Blanca Fernández Ochoa (Spanien) Anita Wachter (Österrike) |
| 7 mars 1988      | Aspen (USA)                       | Christina Meier-Höck (Västtyskland) | Blanca Fernández Ochoa (Spanien) | Ulrike Maier (Österrike)                                   |
| 25 mars 1988     | Saalbach- Hinterglemm (Österrike) | Mateja Svet (Jugoslavien)           | Anita Wachter (Österrike)        | Ulrike Maier (Österrike)                                   |

#### Slalom
| Datum            | Ort                         | Etta                             | Tvåa                                                   | Trea                             |
| ---------------- | --------------------------- | -------------------------------- | ------------------------------------------------------ | -------------------------------- |
| 26 november 1987 | Sestriere (Italien)         | Blanca Fernández Ochoa (Spanien) | Mateja Svet (Jugoslavien)                              | Vreni Schneider (Schweiz)        |
| 30 november 1987 | Courmayeur (Italien)        | Anita Wachter (Österrike)        | Ida Ladstätter (Österrike)                             | Ulrike Maier (Österrike)         |
| 13 december 1987 | Leukerbad (Schweiz)         | Ida Ladstätter (Österrike)       | Camilla Nilsson (Sverige)                              | Blanca Fernández Ochoa (Spanien) |
| 19 december 1987 | Piancavallo (Italien)       | Christa Kinshofer (Västtyskland) | Patricia Chauvet (Frankrike)                           | Veronika Šarec (Jugoslavien)     |
| 18 januari 1988  | Saas-Fee (Schweiz)          | Brigitte Oertli (Schweiz)        | Vreni Schneider (Schweiz)                              | Patricia Chauvet (Frankrike)     |
| 24 januari 1988  | Bad Gastein (Österrike)     | Vreni Schneider (Schweiz)        | Christa Kinshofer (Västtyskland)                       | Corinne Schmidhauser (Schweiz)   |
| 31 januari 1988  | Kranjska Gora (Jugoslavien) | Mateja Svet (Jugoslavien)        | Vreni Schneider (Schweiz) Roswitha Steiner (Österrike) |                                  |
| 6 mars 1988      | Aspen (USA)                 | Roswitha Steiner (Österrike)     | Anita Wachter (Österrike)                              | Monika Maierhofer (Österrike)    |

#### Alpin kombination
| Datum                | Ort                     | Etta                      | Tvåa                      | Trea                         |
| -------------------- | ----------------------- | ------------------------- | ------------------------- | ---------------------------- |
| 11, 13 december 1987 | Leukerbad (Schweiz)     | Brigitte Oertli (Schweiz) | Anita Wachter (Österrike) | Karen Percy (Kanada)         |
| 23-24 januari 1988   | Bad Gastein (Österrike) | Brigitte Oertli (Schweiz) | Vreni Schneider (Schweiz) | Petra Kronberger (Österrike) |

## Slutplacering damer
| Placering | Namn                   | Land        | Total poäng | Störtlopp | Super G | Storslalom | Slalom | Komination |
| --------- | ---------------------- | ----------- | ----------- | --------- | ------- | ---------- | ------ | ---------- |
| 1         | Michela Figini         | Schweiz     | 244         | 143       | 65      | 29         | 0      | 7          |
| 2         | Brigitte Oertli        | Schweiz     | 226         | 119       | 12      | 4          | 41     | 50         |
| 3         | Anita Wachter          | Österrike   | 211         | 8         | 22      | 74         | 75     | 32         |
| 4         | Blanca Fernández-Ochoa | Spanien     | 190         | 0         | 40      | 66         | 73     | 11         |
| 5         | Vreni Schneider        | Schweiz     | 185         | 0         | 9       | 76         | 80     | 20         |
| 6         | Mateja Svet            | Jugoslavien | 167         | 0         | 24      | 87         | 56     | 0          |
| 7         | Maria Walliser         | Schweiz     | 143         | 82        | 5       | 40         | 0      | 16         |
| 8         | Ulrike Maier           | Österrike   | 132         | 0         | 34      | 39         | 49     | 10         |
| 9         | Catherine Quittet      | Frankrike   | 116         | 12        | 26      | 78         | 0      | 0          |
| 10        | Sigrid Wolf            | Österrike   | 110         | 55        | 36      | 19         | 0      | 0          |

## Slutplacering herrar
| Placering | Namn              | Land         | Total Poäng | Störtlopp | Super G | Storslalom | Slalom | Kombination |
| --------- | ----------------- | ------------ | ----------- | --------- | ------- | ---------- | ------ | ----------- |
| 1         | Pirmin Zurbriggen | Schweiz      | 310         | 122       | 58      | 65         | 45     | 20          |
| 2         | Alberto Tomba     | Italien      | 281         | 0         | 29      | 82         | 170    | 0           |
| 3         | Hubert Strolz     | Österrike    | 190         | 0         | 31      | 69         | 50     | 40          |
| 4         | Günther Mader     | Österrike    | 189         | 2         | 24      | 57         | 69     | 37          |
| 5         | Marc Girardelli   | Luxemburg    | 142         | 59        | 38      | 30         | 15     | 0           |
| 6         | Markus Wasmeier   | Västtyskland | 138         | 37        | 57      | 24         | 0      | 20          |
| 7         | Franck Piccard    | Frankrike    | 123         | 42        | 54      | 0          | 0      | 27          |
| 8         | Franz Heinzer     | Schweiz      | 112         | 94        | 10      | 0          | 0      | 8           |
| 9         | Peter Müller      | Schweiz      | 109         | 90        | 9       | 0          | 0      | 10          |
| 10        | Michael Mair      | Italien      | 108         | 108       | 0       | 0          | 0      | 0           |